# The Cake Eaters
The Cake Eaters ist ein US-amerikanisches Filmdrama aus dem Jahr 2007. Regie führte Mary Stuart Masterson, die auch den Film mitproduzierte. Das Drehbuch schrieb Jayce Bartok, der ebenfalls eine der Hauptrollen übernahm.

## Handlung
Guy Kimbrough lebt zeitweise in New York City, wo er versucht, Karriere als Musiker zu machen. Er kehrt nach dem Tod seiner krebskranken Mutter in seinen Heimatort zurück. Sein Vater, der Metzger Easy Kimbrough, geht eine Beziehung mit Marg ein. Währenddessen verliebt sich Guys Bruder Beagle in Margs 15-jährige Enkelin Georgia, die schwer krank ist (Friedreich-Ataxie).

## Kritiken
Ronnie Scheib schrieb in der Zeitschrift Variety vom 11. Juni 2007, Mary Stuart Masterson bringe in ihr Regiedebüt die gleiche Direktheit und Verletzbarkeit, die ihre Darstellungen prägen würden. Sie verwandle ein sentimentales Familiendrama Bartoks in eine lebhafte und unprätentiöse Erzählung. Die Drehorte in der Provinz des Staates New York würden dem Film Authentizität verleihen. Die „perfekte“ („dynamite perf“) Darstellung von Kristen Stewart breche Klischees. Der Kritiker lobte ferner die Leistungen von Elizabeth Ashley, Bruce Dern und Aaron Stanford.
Das Lexikon des internationalen Films schrieb, „der Familienfilm wirft einen Blick auf das Alltagsleben der „weißen amerikanischen schweigenden“ Mehrheit; dass er am Ende zu einer konventionellen, allzu versöhnlichen Lösung findet, konterkariert seine ansonsten ambitionierten Absichten.“
Die Kritiker von Kino.de sahen eine „einfühlsame Liebesgeschichte mit hintergründigem Humor und einer starken Performance von „Twilight“-Heldin Kristen Stewart“.

## Auszeichnungen
Mary Stuart Masterson erhielt im Jahr 2007 den People’s Choice Award des Ft. Lauderdale International Film Festivals und im Jahr 2008 den Publikumspreis des Ashland Independent Film Festivals.

## Hintergründe
Der Film wurde in Catskill (Greene County, New York), in Hudson (New York) und in New York City gedreht. Seine Weltpremiere fand am 29. April 2007 auf dem Tribeca Film Festival statt, dem zahlreiche weitere Filmfestivals folgten.